# Corridor (film)
Pour plus de détails, voir Fiche technique et Distribution.
Corridor (Koridorius) est un film germano-lituanien réalisé par Šarūnas Bartas, sorti en 1994.

## Synopsis
Le film se déroule à Vilnius et met en scène plusieurs personnages qui se croisent dans cette ville. Il n'y aucun dialogue.

## Fiche technique
- Titre original : Koridorius
- Titre français : Corridor
- Réalisation : Sharunas Bartas
- Scénario : Sharunas Bartas
- Pays d'origine : Lituanie
- Format : Noir et blanc - 35 mm
- Genre : Drame
- Durée : 85 minutes
- Date de sortie : 1994

## Distribution
- Daiva Ksivickiene
- Mantvydas Janeliunas
- Viacheslav Amirhanian
- Sharunas Bartas
- Yekaterina Golubeva
- Yurga Karauskaite
- Eimuntas Nekroshius

## Distinctions
- Festival international du film de Thessalonique 1995 : prix artistique